# 国际赤色济难会
国际赤色济难会，也称国际革命战士救济会、国际革命战士救援会、赤色国际革命济难会、济难国际等，是两次世界大战之间共产国际成立的外围组织。作为一个非党性的国际救援组织，在77个国家和地区拥有1300万会员（不包含苏联），以19种文字定期不定期地出版散发56种报刊杂志和救援公告。

## 宗旨
- 救济一切为人民争自由而战的死、伤、入狱者和他们的家属,给以物质的和精神的援助;
- 在法庭受审判时，替他们请律师辩护;
- 举行大规模群众运动，要求释放被捕入狱的战士;
- 宣传世界各国工人农民的团结，号召他们起来向反动统治者作斗争。

## 历史
根据共产国际四大的决议“向在资本主义国家监牢中的阶级的政治犯提供物质援助与声援”，救难国际于1922年11月成立。波兰人尤利安·马尔赫莱夫斯基担任主席。1923年6月在莫斯科召开首次全委会，决定在所有国家特别是那些“白色恐怖”国家建立分支。苏联分支负责人是叶莲娜·德米特里耶芙娜·斯塔索娃。

### 第一次国际代表大会
1924年7月14日至16日在莫斯科伴随共产国际五大召开。

### 第二次国际代表大会
1927年3月24日至4月5日在莫斯科召开。决定每年3月18日巴黎公社纪念日。
1931年8月上海租界发生“牛兰事件”，8月20日，宋庆龄和爱因斯坦、蔡特金、高尔基、史沫特莱等国际人士发起成立了设在欧洲的“国际营救牛兰委员会”，实际上是在“济难国际”推动下。

### 解散
1941年随着苏联苏德战争爆发停止活动，1947年正式解散。

### 加拿大分支
加拿大劳工保护联盟成立于1925年。迄今活动。

### 美国分支
International Labor Defense成立于1925年。

### 德国分支
Rote Hilfe(“赤色救难”)存在于1924-1934年。

### 朝鲜分支
负责人李東輝。1926年1月成立。

### 中国分支
根据中国共产党第三次扩大执行委员会《关于济难运动的决议案》， 中国济难会（英文名：Society of Aid）是群众性救济组织，1925年10月成立，由中共上海区委领导筹建。宗旨是不分党派、宗教信仰，救济一切为解放运动而死、伤或入狱者及其家属。党团书记朱绵棠，组织部长王弼，宣传部长蒋宗文，救援部长黄慕兰，秘书长沈少华。在各省市县都有分支机构。如湖北省人道济难会。
1929年12月决定改称“中国赤色革命互济会”。首次全国代表大会于1930年夏在上海法租界秘密召开，通过了章程，选举出执委会，党团书记戴晓云，下设组织部（王嵩/左洪涛）、宣传部（罗俊）、救援部（部长黄慕兰/赵世兰/黄剑津/黄静汶/阮啸仙/何宝珍）。黄励（女）、刘明俨、邓中夏等先后任总会主任。秘书长沈少华/周全平/陈兆南/朱宜之，中央领导潘梓年、谢觉哉先后分管工作。出版刊物有《济难》、《光明》、《牺牲》等。在全国各苏维埃根据地有公开存在，在国统区为秘密机构。例如：
- 1930年4月“中国革命互济会湘鄂赣边修水总会筹备处”。[4]
- 1931年11月在瑞金设立“中国革命互济会苏区总会”。[5]

1933年间遭中国国民党镇压停止活动。